# نارک هاخنازاریان
نارک هاخنازاریان (ارمنی: Նարեկ Հախնազարյան؛ زادهٔ ۲۳ اکتبر ۱۹۸۸) نوازنده ویلونسل اهل ارمنستان است.

## جوایز و افتخارات
وی برندهٔ جوایزی همچون مدال موسس خورناتسی، هنرمند مردمی ارمنستان و نشان طلای رقابت بین‌المللی چایکوفسکی (۲۰۱۱) شده‌است.